# アドリアーナ・ルクヴルール
『アドリアーナ・ルクヴルール』（Adriana Lecouvreur ）は、フランチェスコ・チレアの作曲した全4幕のオペラである。18世紀前半にパリで活躍した実在の女優、アドリエンヌ・ルクヴルールの生涯を描いたこの作品は、1902年にミラノで初演され大成功を収めた。今日でも「新イタリア楽派」オペラの佳作のひとつとして、チレアのオペラ作品中もっとも頻繁に上演される作品となっている。
- 原語曲名： Adriana Lecouvreur
- 原作： ウジェーヌ・スクリーブとエルネスト・ルグヴェ（英語版）による戯曲『アドリエンヌ・ルクヴルール』Adrienne Lecouvreur （1849年）[1]
- 台本：　アルトゥーロ・コラウッティ
- 演奏時間：　約2時間20分
- 初演： 1902年11月6日、ミラノ・リリコ劇場にて、クレオフォンテ・カンパニーニの指揮による

## 作曲の経緯
1899年2月、楽譜出版社ソンゾーニョ社の委嘱により作曲が開始された。当時ソンゾーニョ社はマスカーニ、レオンカヴァッロなどの新進オペラ作曲家を多数擁し、ライヴァルであるリコルディ社を激しく追い上げていた。初演劇場とされたミラノ・リリコ劇場にしても、ソンゾーニョ社が所有・運営し、自社契約作曲家の新作を上演する一種のショーケースであった。
作曲者フランチェスコ・チレアがどうしてこの題材を選んだのか確実なことは不明だが、この頃スクリーブとルグヴェによる戯曲のイタリア語版が、大女優エレオノーラ・ドゥーゼの主演により好評を博していたことから、新作とは言ってもある程度の成功の裏付けのある「安全策」をとったのではないかと考えられる。
なお、同戯曲を原作としたオペラはチレアの着手以前も少なくとも3曲あったことが知られているが、いずれも成功作とはいえなかった。

## 初演とその評価、各地での再演
1902年11月6日の初演ではアンジェリカ・パンドルフィーニ（アドリアーナ役）、エンリコ・カルーソ（マウリツィオ役）、ジュゼッペ・デ・ルーカ（ミショネ役）と好歌手を揃えた。特にカルーソはチレアの前作『アルルの女』でも初演（1897年）に参加しており、チレアおよびカルーソの評価が定まったという意味でもチレアとは「親和性の高い」テノールと考えられていたようだ。これもまた、ソンゾーニョ社のとった安全策のひとつだろう。
初演は「新イタリア楽派の作品中でも最も高貴な旋律に溢れている」と評されるなど、大絶賛をもって迎えられた。翌年にはリスボン、バルセロナ、メキシコシティ、など、1904年にはロンドン・コヴェント・ガーデン歌劇場などでの再演がなされた。
日本での初演は「NHKイタリア歌劇団第8回公演」の一環として、1976年9月20日よりNHKホールで行われた。アドリアーナ役にはモンセラート・カバリエ、マウリツィオ役はホセ・カレーラス、ブイヨン公妃役にフィオレンツァ・コッソット、ミショネ役にはアッティーリオ・ドラーツィと好配役を揃えた公演で、演奏はジャン・フランコ・マジーニ指揮のNHK交響楽団であった。主役のカバリエが急病のため幕の途中から代役が立った夜があったものの、成長をみせたカレーラス、力強い声のコッソット、渋い演技が光ったドラーツィのいずれもが高い評価を受けた。

## 編成

### 主な登場人物
- アドリアーナ・ルクヴルール（ソプラノ）：　実在のコメディ・フランセーズ女優、アドリエンヌ・ルクヴルール。
- マウリツィオ（テノール）：　ザクセン伯モーリッツのこと。アドリアーナとは恋仲だが、彼女には身分を隠し、サクソニア（ザクセン）伯爵軍に従軍している士官と名乗っている。
- ブイヨン公爵（バス）：　芝居愛好家の貴族。アドリアーナのライヴァルである大女優、デュクロを愛人にしている。
- ブイヨン公妃（メゾソプラノ）：　マウリツィオに恋心を抱いている。
- ミショネ（バリトン）：　コメディ・フランセーズの初老の舞台監督。アドリアーナに密かな恋心を抱いている。

- 合唱

## 舞台構成
全4幕
- 第1幕：　コメディ・フランセーズの楽屋
- 第2幕：　セーヌ河に面する、女優デュクロの邸宅
- 第3幕：　ブイヨン大公邸
- 第4幕：　アドリアーナの邸宅

## あらすじ
時と場所：　1730年3月、パリ

### 第1幕
公演直前の舞台袖。今晩の演目はコルネイユの『バジャゼ(Bajazet)』。一座の2大女優アドリアーナとデュクロが競演するとあって期待と興奮が高まっている。舞台監督のミショネは俳優たちに衣装や小道具のあれこれの事を言い付けられ、一座のパトロン、ブイヨン公爵の相手もしなければならず大忙しである。アドリアーナも登場。彼女は楽屋の喧騒をよそに台詞の練習に余念がない。その演技の素晴らしさに思わず一同が賞賛の声を挙げると、アドリアーナは謙遜して「自分は芸術の神に仕える醜い僕（しもべ）です」と言う。
芝居が始まり、楽屋には出番を待つアドリアーナとミショネだけが残される。かねてからアドリアーナに想いを寄せるミショネは「伯父が死んで遺産が入った。意中の女性に求婚しようと思うんだが」と、おずおず不器用に自分の想いを伝えようとするが、恋人のマウリツィオが楽屋を訪ねてくるのを浮き浮きと待っているアドリアーナはそれがミショネのプロポーズであることにすら気が付かない。
マウリツィオが登場。ミショネはこの颯爽とした若い士官と老いた自分では勝負にならないと潔く諦め、席を外す。2人きりになり、マウリツィオ（サクソニア公に仕える旗手であると身分を偽っている）は情熱的にアドリアーナを賞賛、今晩の舞台終了後に共に一夜を過ごそうと約束する。アドリアーナは彼にスミレの小さなブーケを渡す。出番が近づいたので、マウリツィオは客席に、彼女は舞台裏へと去る。
ミショネが戻ってくる。アドリアーナの当夜一番の見せ場であるモノローグが始まる。幕の隙間から覗くミショネは、アドリアーナの演技に感動し賞賛し、客席に見える凛々しい士官への複雑な気持を吐露する。
ブイヨン公は愛人デュクロが誰かに手紙を書いていると聞いて嫉妬、その手紙を入手する。それはマウリツィオ宛で、「今晩11時、セーヌ川の邸宅で」とあった。その邸宅自体、公爵がデュクロに与えたものだった。公爵は手紙の封を戻し、マウリツィオのもとに届けさせ、その上で2人の密会を邪魔してやろうと、同時刻にその邸宅でパーティーを開くことを計画する。
デュクロの手紙を受け取ったマウリツィオが楽屋に戻ってくる。彼はフランス王室との秘密交渉のため、王室と繋がりのあるブイヨン公妃にかねてより面会を求めていた。デュクロは公妃との仲介役の労をとっており、手紙は「今晩11時マウリツィオが公妃に面会できる」という意味だった。マウリツィオはアドリアーナに今晩は会えなくなった旨伝言を託して去る。
舞台が終り、伝言を受けとったアドリアーナはがっかりしている。ブイヨン公爵は「一座の全員でデュクロを驚かせ、お灸を据えてやろう」と考え、アドリアーナまでをもパーティーに招待する。

### 第2幕
マウリツィオは政治問題の下交渉のために公妃に面会したいだけだが、公妃の方はこの機会に若い彼を恋人としたいと考え、デュクロ邸で待っている。マウリツィオ登場。嫉妬深い公妃は早速彼の胸ポケットに挿したブーケを見つけ、仕方なく彼は「これは貴女への贈り物」と差し出す。公妃はマウリツィオが自分と関係を持てば政治交渉が進む旨を暗示するが、彼はその誘いには乗らない。
そこへ、密会しているのはデュクロとマウリツィオだと信じて疑わない公爵一行が登場。公妃は危うく小部屋に隠れ、マウリツィオだけが仕方なく人々に調子を合わせる。公爵との会話を聞いたアドリアーナはマウリツィオが単なる士官ではなく、伯爵その人であることを悟り驚くが、彼女も彼とデュクロとの関係を疑う。マウリツィオはそれを否定するが、アドリアーナに「小部屋に隠れている貴婦人は私の公務にとって大事な人。どうか隙を見て彼女を逃がしてほしい。ただし君も彼女の顔を見てはいけない」と依頼する。
アドリアーナは彼の言葉を信じ、人々が食堂に向かった隙に部屋の灯りを消して小部屋の女性を連れ出す。暗闇の中で二人の会話がなされ、お互いに素性を知らぬまま恋敵同士であることを直感する。怒ったアドリアーナは公妃の正体を暴こうとするが、公妃は邸外に逃走する。その際落とした公妃の腕輪はミショネが拾い上げ、アドリアーナに手渡す。

### 第3幕
数日後、ブイヨン公爵邸では夜会が開かれようとしている。アドリアーナも招かれている。彼女の声を聞いて恋敵はアドリアーナではなかったかと疑いをもった公妃は「マウリツィオは決闘で重傷を負った」と嘘をいい、アドリアーナが気絶しそうになるのでその確信はいよいよ強まる。そこへマウリツィオが現れアドリアーナは一安心する。恋敵2人の鞘当ては続く。公妃はスミレのブーケのことを話題に出し、アドリアーナは拾った腕輪を見せびらかす。
宴席の余興としてアドリアーナが芝居の名台詞を朗詠することになる。公妃は『アリアドネ』（これは男に捨てられた女性である）の台詞を所望するが、アドリアーナはラシーヌ『フェードル』（これは夫を裏切った淫乱な女性）の一節を見事に演じる。一同は喝采するが、それを自らに対する侮辱と知った公妃は独り復讐を誓う。

### 第4幕
公爵邸の一件以来アドリアーナは自宅で静養していた。今日は彼女の誕生日。一座の仲間の俳優たちが祝いにやってきて、贈り物や楽屋のゴシップで彼女の心を和ませる。彼女はこれらの暖かい思いやりに感激して、舞台復帰を約束する。
そこへ「マウリツィオより」と書いた小箱が届けられる。アドリアーナが箱を開けると、かつて彼に渡したあのスミレのブーケ。すっかり萎れたその花を見て、彼女は彼を失ったと絶望、「哀しい花よ」と歌いかけ、スミレに接吻した後暖炉にくべる。
しかしそこへ、マウリツィオがミショネの求めに応じて訪問してくる。彼はこれまでの不義理を詫び、心はいつまでもアドリアーナにあることを誓い求婚する。当初訝しげに応対していたアドリアーナも彼の真心に打たれ、結婚を承諾する。
ところが彼女は顔面蒼白である。マウリツィオとミショネは、スミレのブーケはブイヨン公妃が贈ったもので、そこには毒が仕込まれていたことを悟る。アドリアーナの意識は混濁し始め、かつての栄光の舞台の台詞を語気鋭く叫んだかと思うと、次の瞬間には清らかな旋律に情感を込めて愛を歌う。マウリツィオの腕の中で苦しみつつアドリアーナは息を引き取り、一同が呆然とする中で、静かに幕となる。

## 著名なアリア
- 「私は創造の神の卑しい僕」Io son l'umile ancella del Genio creator 　第1幕、アドリアーナのアリア
- 「あなたの中に母の優しさと微笑みを」La dolcissima effigie 　第1幕、マウリツィオのアリア
- 「ここでモノローグだ」Ecco il monologo 　第1幕、ミショネのアリア
- 「苦い喜び、甘い責め苦」Acerba voluttà, dolce tortura 　第2幕、ブイヨン公妃のアリア
- 「心は疲れて」L'anima ho stanca 　第2幕、マウリツィオのアリア
- 「ロシアのメンチコフ将軍への命令は」Il russo Mencikoff riceve l'ordine 　第3幕、マウリツィオのアリア
- 「哀れな花よ」Poveri fiori 　第4幕、アドリアーナのアリア

## 原作との相違
このオペラは大筋でスクリーブ とエルネスト・ルグヴェの原作に忠実にオペラ化されているが、上演時間の都合からか作曲者チレアが以下の箇所でストーリーを省略しており、若干話のつながりが悪くなっている感がある。
マウリツィオと公妃との男女関係
オペラではブイヨン公妃はまるで、マウリツィオを横恋慕で奪おうとして、果たせなかったために恋敵を毒殺したように描いている。一方原作では、モーリス（マウリツィオ）とブイヨン公妃とは長年の男女関係にあったのが、アドリエンヌという若い女性が登場したため彼が公妃を捨てたとなっている。それでも政治問題になると公妃のコネを利用しよう、というのだから、公妃が怒り復讐を企てる動機としては（正当とはいえないものの）オペラより原作に、より説得力がある。
毒物の入手経路
ブイヨン公妃はどこから毒物を入手したのだろうか。原作によると、彼女の夫ブイヨン公爵は科学アカデミーにも籍を置く素人化学者であり、この毒は彼が発見した砒素である、とされる。

## アドリアーナ役について
アドリアーナ役はオペラほぼ全曲にわたって登場しなければならないが、音域が低く歌唱的にはそれほど歌い難い役ではない一方で、第1、3、4幕のそれぞれで、歌ではなく台詞でドラマティックに語らなければならない聴かせ場があるという特殊な役柄である。
このためイタリアではこの役は、好意的に言えば「歌唱力だけでなく演技力のあるカリスマを持ったプリマ・ドンナの役」、皮肉っぽく言えば「かつて有名だったが、歌唱力の盛りを過ぎたソプラノの役」とされている。
珍しく若いうちからアドリアーナ役を得意としたソプラノとしては、マグダ・オリヴェロ（1910年 - 2014年）の名が挙げられる。彼女は1939年からアドリアーナを歌い始め、70歳を過ぎるまでこの役を演じて好評だった。作曲者チレア自身もオリヴェロを「理想のアドリアーナ」と評している。1959年のナポリ・サン・カルロ劇場でのマリオ・ロッシ指揮のライブ録音は今日でも決定版との声もある。